# Лыжные гонки на зимних Олимпийских играх 2022 — эстафета 4×5 км (женщины)
Соревнования по лыжным гонкам в эстафете 4×5 км среди женщин на зимних Олимпийских играх 2022 года прошли 12 февраля. Местом проведения соревнований стал Национальный лыжный центр расположенный в долине на северо-востоке от деревни Тайцзичэн, района городского подчинения Чунли города Чжанцзякоу провинции Хэбэй. Гонка началась в 15:30 по местному времени (UTC+8). Первые два этапа участники шли классическим стилем, а третий и четвёртый — свободным.
Чемпионками Олимпийских игр 2018 года в женской эстафете являлись норвежские лыжницы, на этот раз команда Норвегии заняла пятое место (из чемпионок 2018 года за них бежала только Рагниль Хага).
Золото завоевали лыжницы команды из России, выступавшие под флагом ОКР,  вторыми с отставанием в 18,2 сек стали немки, третье место заняли шведские лыжницы, проигравшие чемпионкам 20,7 сек. Для всех лыжниц команды ОКР эта медаль стала первой золотой на Олимпийских играх, а для Татьяны Сориной и Вероники Степановой вообще первой олимпийской.

## Медалисты
| Золото                                                                     | Серебро                                                                      | Бронза                                                                    |
| ОКР · Юлия Ступак · Наталья Непряева · Татьяна Сорина · Вероника Степанова | Германия · Катерина Зауэрбрай · Катарина Хенниг · Виктория Карл · Софи Крель | Швеция · Мая Дальквист · Эбба Андерссон · Фрида Карлссон · Йонна Сундлинг |

## Результаты
| Место | Номер | Страна                                                                               | Время                                     | Отставание |
| ----- | ----- | ------------------------------------------------------------------------------------ | ----------------------------------------- | ---------- |
| 1     | 2     | ОКР · Юлия Ступак · Наталья Непряева · Татьяна Сорина · Вероника Степанова           | 53:41.0 14:21.3 14:06.4 12:39.2 12:34.1   |            |
| 2     | 5     | Германия · Катерина Зауэрбрай · Катарина Хенниг · Виктория Карл · Софи Крель         | 53:59.2 14:22.8 14:00.6 12:38.5 12:57.3   | +18.2      |
| 3     | 6     | Швеция · Мая Дальквист · Эбба Андерссон · Фрида Карлссон · Йонна Сундлинг            | 54:01.7 14:41.1 14:07.3 12:48.5 12:24.8   | +20.7      |
| 4     | 3     | Финляндия · Анне Кюллёнен · Йоханна Матинтало · Кертту Нисканен · Криста Пярмякоски  | 54:02.2 14:33.9 14:15.0 12:31.1 12:42.2   | +21.2      |
| 5     | 1     | Норвегия · Тириль Уднес Венг · Тереза Йохауг · Хелене Мари Фоссесхолм · Рагниль Хага | 54:09.8 14:48.4 13:57.8 12:30.4 12:53.2   | +28.8      |
| 6     | 4     | США · Хэйли Свирбул · Рози Бреннан · Нови Маккейб · Джессика Диггинс                 | 55:09.2 14:46.0 14:13.8 12:59.7 13:09.7   | +1:28.2    |
| 7     | 7     | Швейцария · Лаурин ван дер Грааф · Надин Фендрих · Надя Келин · Алина Майер          | 56:41.5 14:45.2 14:12.9 13:38.5 14:04.9   | +3:00.5    |
| 8     | 18    | Италия · Анна Комарелла · Катерина Ганц · Мартина Ди Чента · Люсия Скардони          | 57:20.5 15:28.1 15:11.4 13:17.9 13:23.1   | +3:39.5    |
| 9     | 9     | Канада · Катерин Стюарт-Джонс · Дарья Битти · Сендрин Браун · Оливия Буффар-Несбитт  | 57:20.9 15:04.5 15:01.6 13:17.0 13:57.8   | +3:39.9    |
| 10    | 16    | Китай · Чи Чуньсюэ · Ли Синь · Баяни Цзялинь · Ма Цинхуа                             | 57:49.7 15:02.9 15:15.9 13:39.5 13:51.4   | +4:08.7    |
| 11    | 10    | Япония · Масако Исида · Масаэ Цутия · Тика Кобаяси · Мики Кодама                     | 58:40.6 14:33.6 15:53.9 13:59.8 14:13.3   | +4:59.6    |
| 12    | 17    | Франция · Лена Кентен · Дельфин Клодель · Флора Дольси · Мелисса Гал                 | 59:03.9 16:06.6 15:23.8 13:23.6 14:09.9   | +5:22.9    |
| 13    | 8     | Чехия · Тереза Беранова · Петра Новакова · Катержина Янатова · Петра Гинчицова       | 59:32.6 17:08.7 15:27.8 13:14.6 13:41.5   | +5:51.6    |
| 14    | 12    | Польша · Изабела Марциш · Моника Скиндер · Вероника Калета · Каролина Кукучка        | 1:00:21.5 15:24.8 16:01.4 14:24.8 14:30.5 | +6:40.5    |
| 15    | 11    | Казахстан · Ксения Шалыгина · Ангелина Шурыга · Надежда Степашкина · Ирина Быкова    | 1:01:15.4 15:51.3 16:00.4 14:12.0 15:11.7 | +7:34.4    |
| 16    | 14    | Эстония · Кайди Каасику · Мариэль Пуллес · Кейди Каасику · Авели Уусталу             | 1:01:18.9 15:45.5 15:38.9 14:02.2 15:52.3 | +7:37.9    |
| 17    | 15    | Латвия · Патриция Эйдука · Кития Аузина · Байба Бендика · Саманта Крампе             | 1:01:20.6 15:20.8 16:11.0 13:11.8 16:37.0 | +7:39.6    |
| 18    | 13    | Украина · Виктория Олех · Валентина Каминская · Марина Анцибор · Дарья Рублёва       | LAP 17:55.5 LAP                           | +9         |